# Dora Kleemann
Dora Kleemann (* 29. November 1926 in Mediasch; † 22. April 2017) war eine deutsche Email-Künstlerin, Schmuckgestalterin und Textilgestalterin.

## Leben und Werk
Dora Kleemann begann 1944 am Konservatorium Graz ein Musikstudium, das sie nicht weiterführen konnte, als ihre Familie gegen Ende des Zweiten Weltkriegs aus Siebenbürgen floh. Ab 1946 lebte sie in Salzwedel, wo sie eine Lehre als Goldschmiedin machte. 1947 studierte sie bei Herbert Stockmann und dann bis 1952 speziell Email-Kunst bei Lili Schultz an der heutigen Burg Giebichenstein Kunsthochschule Halle/Saale, die im Laufe der Jahre mehrfach ihren Namen gewechselt hat und z. B. ab 1951 Institut für künstlerische Werkgestaltung Burg Giebichenstein hieß. Daneben absolvierte sie von 1947 bis zur Gesellenprüfung 1949 eine Lehre als Emailleurin. Ab 1952 arbeitete sie mit ihrem Mann Hubert, den sie 1947 in Salzwedel geheiratet hatte, in engster Zusammenarbeit als freischaffende Künstlerin in Salzwedel, dann in Stendal und ab 1969 in Gosen.
Besondere Bedeutung erlangte Dora Kleemann mit ihrem Mann als Schöpfer sakraler Kunstgegenstände. In der DDR gehörten sie zu den wichtigsten Künstlern auf diesem Gebiet.
Im Laufe der Zeit entwickelten beide eigene Themen, erweiterten die Technik des Emaillierens und experimentierten mit Industrieemail sowie mit Materialkombinationen einschließlich Kupfer und Aluminium. Die Zeitschrift Bildende Kunst nennt die Arbeit Dora Kleemanns Vogelarten (1982, Draht, Email), „wo aus dem Zellenschmelz ein „Streifenschmelz“ geworden ist“, als eine „besonders interessante Arbeit“ (1983, S. 62).
Weil Dora und Hubert Kleemann ihre Arbeiten gemeinsam mit DHK signierten, ist es bei vielen Arbeiten nicht möglich, den jeweiligen Anteil zu erkennen. Ab 1958 betätigte sich Dora Kleemann neben der Emaillierkunst auch als Textilgestalterin.
Dora Kleemann war bis 1990 Mitglied des Verbands Bildender Künstler der DDR. Sie hatte gemeinsam mit ihrem Mann im In- und Ausland eine bedeutende Zahl von Einzelausstellungen und Ausstellungsbeteiligungen, u. a. von 1977 bis 1988 an der VIII. bis X. Kunstausstellung der DDR in Dresden. Zu den Künstlerfreunden des Ehepaars gehörte u. a. der Keramiker und Holzbildhauer Friedrich Stachat.
Werke des Künstlerpaars befinden sich außer im kirchlichen und privaten Besitz auch in öffentlichen Sammlungen und Museen.
Die Tochter des Ehepaars, Beate Seelig (* 1953), ist ebenfalls Künstlerin, u. a. Metallgestalterin.
Dora Kleemann und ihr Mann wurden auf dem Friedhof Gosen beigesetzt.